# I Classici del Giallo Mondadori dal 101 al 200
|  | I 100 precedenti: I Classici del Giallo Mondadori dall'1 al 100 |

## Dal N.101 al N.200
| N.  | Titolo italiano                                                         | Autore                | Titolo originale                       | Anno originale | Pubblicazione |
| --- | ----------------------------------------------------------------------- | --------------------- | -------------------------------------- | -------------- | ------------- |
| 101 | Resa a discrezione                                                      | Thomas B. Dewey       | My Love Is Violent                     | 1956           | 1970          |
| 102 | Rififi sulla Senna                                                      | Auguste Le Breton     | Du Rififi à Paname                     | 1965           | 1970          |
| 103 | Non fare agli altri...                                                  | Ross MacDonald        | The Wycherly Woman                     | 1961           | 1971          |
| 104 | Morte a sorpresa                                                        | Peter Cheyney         | Night Club                             | 1945           | 1971          |
| 105 | Al lampo di magnesio                                                    | George Harmon Coxe    | The Crimson Clue                       | 1953           | 1971          |
| 106 | Trappola nuda                                                           | Day Keene             | If the Coffin Fits                     | 1952           | 1971          |
| 107 | Perry Mason e la civetta prudente                                       | Erle Stanley Gardner  | The Case of the Cautious Coquette      | 1949           | 1971          |
| 108 | Razza di duri                                                           | Thomas B. Dewey       | Hunter at Large                        | 1961           | 1971          |
| 109 | Mani in alto!                                                           | Ben Benson            | The Girl in the Cage                   | 1954           | 1971          |
| 110 | Anonima carogne                                                         | Richard Stark         | The Hunter                             | 1962           | 1971          |
| 111 | Non è possibile                                                         | Mignon G. Eberhart    | Dead Men's Plans                       | 1952           | 1971          |
| 112 | Di bene in meglio                                                       | A. A. Fair            | Gold Comes in Bricks                   | 1940           | 1971          |
| 113 | Una tomba piena di soldi                                                | Bruno Fischer         | The Hornet's Nest                      | 1944           | 1971          |
| 114 | Sudario alla moda                                                       | Kelley Roos           | If the Shroud Fits                     | 1941           | 1971          |
| 115 | Crepa, piedipiatti!                                                     | Thomas B. Dewey       | You've Got Him Cold                    | 1958           | 1971          |
| 116 | Un delitto di troppo                                                    | Edwin Lanham          | One Murder Too Many                    | 1952           | 1971          |
| 117 | Colpo a freddo                                                          | James Hadley Chase    | The Sucker Punch                       | 1954           | 1971          |
| 118 | Poirot si annoia                                                        | Agatha Christie       | Hickory, Dickory, Dock                 | 1955           | 1971          |
| 119 | È un delitto                                                            | Richard Ellington     | It's a Crime                           | 1948           | 1971          |
| 120 | Niente orchidee per miss Blandish                                       | James Hadley Chase    | No Orchids For Miss Blandish           | 1939           | 1971          |
| 121 | Bambole per l'obitorio                                                  | Frank Kane            | A Real Gone Guy                        | 1956           | 1971          |
| 122 | Cala la tela                                                            | Ellery Queen          | Drury Lane's Last Case                 | 1933           | 1971          |
| 123 | Guai agli onesti                                                        | William C. Gault      | Square in the Middle                   | 1956           | 1971          |
| 124 | Senso di colpa                                                          | Thomas B. Dewey       | The Girl Who Wasn't There              | 1960           | 1971          |
| 125 | Qui, 87º Distretto!                                                     | Ed McBain             | Killer's Choice                        | 1958           | 1971          |
| 126 | Li ho uccisi così                                                       | Douglas Heyes         | The Kiss-Off                           | 1951           | 1971          |
| 127 | Peggio che morto                                                        | Rex Stout             | Might As Well Be Dead                  | 1956           | 1971          |
| 128 | Omicidio di gala                                                        | Patrick Quentin       | Shadow of Guilt                        | 1959           | 1971          |
| 129 | Un morto cerca Michael                                                  | Brett Halliday        | Murder at the Wanton Bride             | 1958           | 1972          |
| 130 | Bentornato, Ellery!                                                     | Ellery Queen          | The Player On the Other Side           | 1963           | 1972          |
| 131 | Chi dice donna...                                                       | Peter Cheyney         | Lady, Behave!                          | 1950           | 1972          |
| 132 | Il terrore viene per posta                                              | Agatha Christie       | The Moving Finger                      | 1942           | 1972          |
| 133 | L'ultima scommessa                                                      | Harold Q. Masur       | The Last Gamble                        | 1958           | 1972          |
| 134 | Assicurazione sulla morte                                               | James Hadley Chase    | Tell It To the Birds                   | 1963           | 1972          |
| 135 | Lungo viaggio senza ritorno                                             | Ed McBain             | Ten Plus One                           | 1963           | 1972          |
| 136 | Colpo di maglio                                                         | Wade Miller           | Dead Fall                              | 1954           | 1972          |
| 137 | Crepi il migliore                                                       | Day Keene             | Joy House                              | 1954           | 1972          |
| 138 | Dieci incredibili giorni                                                | Ellery Queen          | Ten Days' Wonder                       | 1948           | 1972          |
| 139 | Perry Mason e le prove indiziarie                                       | Erle Stanley Gardner  | The Case of the Angry Mourner          | 1951           | 1972          |
| 140 | Si muore alla Tv                                                        | Harry Olesker         | Now Will You Try For Murder?           | 1958           | 1972          |
| 141 | Sinfonia funebre                                                        | Rex Stout             | The Broken Vase                        | 1941           | 1972          |
| 142 | L'assassino di mia moglie                                               | Ross MacDonald        | The Three Roads                        | 1948           | 1972          |
| 143 | Pendaglio da forca                                                      | James Hadley Chase    | Trusted Like a Fox                     | 1948           | 1972          |
| 144 | La notte ha mille occhi                                                 | Cornell Woolrich      | Night Has a Thousand Eyes              | 1945           | 1972          |
| 145 | Destinazione: obitorio                                                  | Henry Kane            | The Deadly Finger                      | 1957           | 1972          |
| 146 | L'arte di uccidere                                                      | John Dickson Carr     | The Lost Gallows                       | 1931           | 1972          |
| 147 | Lista nera                                                              | Frank Kane            | Bare Trap                              | 1952           | 1972          |
| 148 | Andata senza ritorno                                                    | Igor B. Maslowski     | Un Aller Simple Pour la Morgue         | 1954           | 1972          |
| 149 | Nero Wolfe e i ragni d'oro                                              | Rex Stout             | The Golden Spiders                     | 1953           | 1972          |
| 150 | Alta infedeltà                                                          | Ellery Queen          | Death Spins the Platter                | 1962           | 1972          |
| 151 | ...E poi non rimase nessuno                                             | Agatha Christie       | Ten Little Niggers                     | 1939           | 1972          |
| 152 | Il quinto giorno                                                        | Brett Halliday        | Date With a Dead Man                   | 1959           | 1972          |
| 153 | Il laccio rosso                                                         | Edgar Wallace         | The Frightened Lady                    | 1933           | 1972          |
| 154 | Perry Mason e l'amante poltrone                                         | Erle Stanley Gardner  | The Case of the Lazy Lover             | 1947           | 1972          |
| 155 | Ho sposato un'ombra                                                     | William Irish         | I Married a Dead Man                   | 1948           | 1973          |
| 156 | In nome della violenza                                                  | James Hadley Chase    | You Never Know With Women              | 1949           | 1973          |
| 157 | Piazza pulita                                                           | John Dickson Carr     | Poison in Jest                         | 1932           | 1973          |
| 158 | La donna del giaguaro                                                   | Wade Miller           | The Tiger's Wife                       | 1951           | 1973          |
| 159 | Allarme: arriva la "Madama"                                             | Ed McBain             | Fuzz                                   | 1968           | 1973          |
| 160 | La vita è breve                                                         | A. A. Fair            | Some Slips Don't Show                  | 1957           | 1973          |
| 161 | Miss Marple: polvere negli occhi                                        | Agatha Christie       | A Pocket Full of Rye                   | 1953           | 1973          |
| 162 | Il limite del furore                                                    | Patrick Quentin       | The Man in the Net                     | 1956           | 1973          |
| 163 | Perry Mason in: La rondine disperata, Il bacio scarlatto e altre storie | Erle Stanley Gardner  | -                                      | -              | 1973          |
| 164 | L'incubo                                                                | Mary Roberts Rinehart | The Door                               | 1930           | 1973          |
| 165 | La città lo accusa                                                      | Helen Nielsen         | Detour                                 | 1953           | 1973          |
| 166 | La strana morte del signor Benson                                       | S.S. Van Dine         | The Benson Murder Case                 | 1926           | 1973          |
| 167 | La traccia del serpente                                                 | Rex Stout             | Fer-De-Lance                           | 1934           | 1973          |
| 168 | Donald Lam, investigatore                                               | A. A. Fair            | The Bigger They Come                   | 1939           | 1973          |
| 169 | I quattro giusti                                                        | Edgar Wallace         | The Four Just Men                      | 1906           | 1973          |
| 170 | L'assassino ha lasciato la firma                                        | Ed McBain             | Cop Hater                              | 1956           | 1973          |
| 171 | Obiettivo sul delitto                                                   | George Harmon Coxe    | Focus On Murder                        | 1954           | 1973          |
| 172 | L'ultima carta                                                          | John Dickson Carr     | The Corpse in the Waxworks             | 1932           | 1973          |
| 173 | Fuoco a volontà                                                         | Frank Kane            | Bullet Proof                           | 1951           | 1973          |
| 174 | Sfida alla morte                                                        | Igor B. Maslowski     | Dèfi à la Mort                         | 1950           | 1973          |
| 175 | L'assassino è tra noi                                                   | Ellery Queen          | The Murderer Is a Fox                  | 1945           | 1973          |
| 176 | Maledizione sepolta                                                     | John D. MacDonald     | A Bullet For Cinderella                | 1955           | 1973          |
| 177 | Omicidio a tempo di jazz                                                | Henry Kane            | Peter Gunn                             | 1960           | 1973          |
| 178 | Le due verità                                                           | Agatha Christie       | Ordeal By Innocence                    | 1958           | 1973          |
| 179 | L'occhio di Osiride                                                     | R. Austin Freeman     | The Eye of Osiris: a Detective Romance | 1911           | 1973          |
| 180 | Morte di un fantasma                                                    | Margery Allingham     | Death of a Ghost                       | 1934           | 1973          |
| 181 | Alta cucina                                                             | Rex Stout             | Too Many Cooks                         | 1938           | 1974          |
| 182 | ...e l'ottavo giorno...                                                 | Ellery Queen          | And On the Eighth Day                  | 1964           | 1974          |
| 183 | Qualcuno mi ucciderà                                                    | Jay Barbette          | Final Copy                             | 1950           | 1974          |
| 184 | Un caso su mille                                                        | Fredric Brown         | Compliments of a Fiend                 | 1950           | 1974          |
| 185 | Perry Mason e la signora cleptomane                                     | Erle Stanley Gardner  | The Case of the Shoplifter's Shoe      | 1938           | 1974          |
| 186 | Le tre meduse                                                           | J.J. Connington       | Tragedy at Ravensthorpe                | 1927           | 1974          |
| 187 | Le rose volanti                                                         | Patrick Quentin       | Puzzle For Puppets                     | 1944           | 1974          |
| 188 | L'ospite invisibile                                                     | E. Manning Bristow    | The Invisible Host                     | 1930           | 1974          |
| 189 | Il segreto di Tassart                                                   | Henry Wade            | No Friendly Drop                       | 1931           | 1974          |
| 190 | L'agguato                                                               | Rufus King            | Valcour Meets Murder                   | 1932           | 1974          |
| 191 | L'albergo dei quattro venti                                             | Mignon G. Eberhart    | The White Cockatoo                     | 1933           | 1974          |
| 192 | Il rovescio della medaglia                                              | Ellery Queen          | Double, Double                         | 1950           | 1974          |
| 193 | L'impronta scarlatta                                                    | R. Austin Freeman     | The Red Thumb Mark                     | 1907           | 1974          |
| 194 | La scala a chiocciola                                                   | Mary Roberts Rinehart | The Circular Staircase                 | 1908           | 1974          |
| 195 | Poirot a Styles Court                                                   | Agatha Christie       | The Mysterious Affair at Styles        | 1920           | 1974          |
| 196 | Il mostro del plenilunio                                                | John Dickson Carr     | It Walks By Night                      | 1930           | 1974          |
| 197 | Un dramma nell'acquario                                                 | Stuart Palmer         | The Penguin Pool Murder                | 1931           | 1974          |
| 198 | La donna fantasma                                                       | William Irish         | Phantom Lady                           | 1942           | 1974          |
| 199 | Lo smemorato di Colonia                                                 | Patricia Wentworth    | The Amazing Chance                     | 1926           | 1974          |
| 200 | L'origine del male                                                      | Ellery Queen          | The Origin of Evil                     | 1951           | 1974          |

|  | I 100 successivi: I Classici del Giallo Mondadori dal 201 al 300 |